# Cuckney Castle Hill
Cuckney Castle Hill är ett slott i Storbritannien.   Det ligger i grevskapet Nottinghamshire och riksdelen England, i den sydöstra delen av landet, 200 km norr om huvudstaden London. Cuckney Castle Hill ligger 55 meter över havet.
Terrängen runt Cuckney Castle Hill är platt. Runt Cuckney Castle Hill är det mycket tätbefolkat, med 1 177 invånare per kvadratkilometer. Närmaste större samhälle är Chesterfield, 17,5 km väster om Cuckney Castle Hill. Runt Cuckney Castle Hill är det i huvudsak tätbebyggt.